# Jane Boleyn
Jane Parker Boleyn (født ca. 1505, død 13. februar 1542) var en engelsk adelsdame, der levede i kong Henrik 8. af Englands regeringstid. Hun var svigerinde til kong Henriks anden kone, Anne Boleyn, og hofdame for flere andre engelske dronninger: Katarina af Aragonien og Jane Seymour, samt for kong Henriks femte kone, Catherine Howard, som hun blev henrettet samtidigt med.

## Begyndelsen
Jane Parker blev født i Norfolk som datter af Henry Parker, 10. baron af Morley, og Alice St. John, ældste datter af John St. John. Lord Morley var søn af Richard 3. af Englands fanebærer ved slaget ved Bosworth og ven af Henrik 8.s rådgiver Thomas Cromwell og delte hans interesse for alt italiensk. I slutningen af 1530'erne forærede han Cromwell Machiavellis Firenzes historie og Fyrsten. Ligesom Thomas Cromwell havde han været en nykommer i Parlamentet i 1523; Henry Parker dog i overhuset som lord Morley. Han oversatte værker af Plutarch, Boccaccio, Petrarca, Seneca, Cicero og andre til engelsk. Det meste findes kun som håndskrifter, men i 1887 kom hans Tryumphes of Fraunces Petrarcke i trykt udgave. Lord Morley ledsagede Henrik 8. til Guldbrokadelejren ved Calais i 1520, da kongen søgte et forbund med Frans 1. af Frankrig. Morley blev tegnet af Albrecht Dürer i 1523, da han var udsendt som engelsk ambassadør til ærkehertugdømmet Østrig.
Jane blev sendt til dronning Katharinas hof for oplæring, inden hun var fyldt 15. Ligesom sin far var hun med i det kongelige følge til Guldbrokadelejren i 1520. Hun blev også udvalgt til at være blandt fordanserne i Château Vert-maskeraden ved hoffet i 1522. Jane fremstillede "varigheden" (Constancy), mens hennes kommende svigerinder Mary Boleyn fremstillede "venligheden" (Kindness) og Anne Boleyn "udholdenheden" (Perseverance). De optrædende blev udplukket blandt hofdamerne, og stor vægt lagt på deres udseende, så Jane har været regnet som køn. Otte riddere med Henrik 8. i spidsen løb mod damerne og angreb dem med appelsiner og dadler, mens damerne forsvarede sig med rosenvand og konfekter. Til sidst tog herrerne hofdamerne til fange og dansede med dem.

## Ægteskab

### Dronningens svigerinde
Omkring 1525 giftede hun sig med George Boleyn, bror til Mary og Anne Boleyn. I hvert fald var de helt sikkert gift i januar 1526, da et brev med kardinal Wolseys håndskrift omtaler "unge Boleyn og hans kone" som modtagere af £ 20. Janes søster Margaret Parker giftede sig med hofmanden John Shelton (senest født i 1503 - død i 1558), der var George Boleyns fætter (søn af Georges faster, lady Anne Shelton). Rygter ville have det til, at Johns søster Mary Shelton havde været kong Henriks elskerinde, og at det var årsag til, at Mary og John Sheltons forældre senere fik ansvaret for kongens døtre, prinsesse Maria og den senere dronning Elizabeth. Da Johns og Margaret Parkers datter, nok en Mary Shelton, senere giftede sig, uden først at spørge om Elizabeths tilladelse, blev dronningen så vred, at hun slog Mary Shelton, så hendes ene  finger brækkede.
Der foreligger ingen oplysninger fra samtiden om, at parret havde et dårligt samliv. Tværtimod skrev Jane til George, da han sad fængslet i Tower of London, med forsikring om efter bedste evne at fremme hans sag hos kongen. Hun skal efter Georges død være gået klædt i sort resten af sit liv. Sandsynligvis blev Jane set på med skepsis af eftertiden, fordi hun selv blev henrettet for sin deltagelse i den affære, kong Henriks 5. kone, Catherine Howard, havde med Thomas Culpeper. Dette blev tolket, som om Jane selv var en umoralsk person.
Intet vides om Janes følelser overfor svigerinderne dronning Anne og Mary Boleyn; men da Anne under sin kroning i 1533 blev ført gennem London fra Tower til Westminster, fulgte Jane bagved hende på tredjeplads - langt over, hvad Janes rang som grevinde gjorde hende fortjent til, og ovenikøbet foran dronningens egen søster Mary. Der findes ingen forklaring på Janes forrang ved den anledning, andet end at de to svigerinder har stået hinanden langt nærmere, end historieskrivningen giver indtryk af. 
Ved sit ægteskab fik Jane titlen af grevinde Rochford, og blev derfor kaldt lady Rochford. I bryllupsgave fra kongen fik det unge par herregården Grimston Manor i Norfolk. Efterhånden som Boleyn-familiens magt og indflydelse tiltog gennem Anne Boleyns forhold til kongen, forærede han også Jane og George Beaulieu-slottet i Essex som hovedresidens. Dette udstyrede de yderligere med et storslået kapel, en tennisbane, bad med indlagt varmt og koldt vand, udenlandske tæpper, møbler af mahogni og en stor samling sølvtøj. Ægtesengen var draperet i guldbrokade med himmel i hvid satin. I 1534 ventede Anne Boleyn sit andet barn og tog sig nær af kongens interesse for en af hoffets andre damer. Jane hjalp sin svigerinde med at få hofdamen bortvist fra hoffet. Da kong Henrik blev klar over Jane Boleyns andel i sagen, blev hun selv bortvist fra hoffet i flere måneder.

### Georges henrettelse
Efter at have været gift i elleve år, blev George anholdt i maj 1536 og sat i Tower, på grundlag af beskyldninger om incest med sin søster dronning Anne, og for at have gjort nar af kong Henriks angiveligt manglende seksuelle evner. George havde også betvivlet, at prinsesse Elizabeth var kongens datter - udtalelser, der gjaldt for højforræderi. Til overmål læste han anklagerne højt i retssalen, hvad han var anmodet om ikke at gøre, da det ydermere ydmygede kongen. Til incest-anklagen svarede George: "På grundlag af kun en eneste kvinde er I villige til at tro denne ondskab om mig, og på grundlag af hendes påstande domfælde mig." Hans udsagn om "kun en eneste kvinde" blev i eftertid tolket som rettet mod hans kone Jane. I samtiden var det anderledes, og dommer John Spelman som var til stede i retten, omtalte især en lady Bridget Wingfield, der havde været hofdame både hos dronning Katharina og hendes efterfølger dronning Anne. Lady Wingfield og Anne stod hinanden nær, da de var opvokset på naboejendomme i Kent, og da kongeparret rejste til Calais i 1532, gjorde de undervejs til Dover ophold netop for at besøge hende. Af Spelmans rapport fremgår, at noget hun havde afsløret om dronning Anne, bidrog til, at denne blev dømt.
Da dronning Anne allerede var fundet skyldig i incest, var det ikke muligt at frikende George Boleyn. Han blev dømt og halshugget den 17. maj 1536 i Tower of London, sammen med de fire andre mænd, der var anklaget. Man ved ikke, om Jane var til stede ved sin mands henrettelse.
Henved 50 år senere var poeten Thomas Wyatts sønnesøn George Wyatt (1553-1624) den første, der anklagede Jane for at have været en dårlig hustru. I sin bog The Life of Anne Boleyn, delvis baseret på Annes hofdame Anne Gainsfords erindringer, kaldte han Jane "sin mands anklager, som tilmed søgte hans blod", men Wyatt underbygger ikke sin anklage. Hans bog var bestilt af ærkebiskoppen af Canterbury for at tjene som modvægt til datidens katolske propaganda, der verserede på kontinentet. Han fremstiller Anne Boleyn nærmest som en protestantisk martyr, og da hendes datter Elizabeth sad på tronen med henvisning til sin nedstamning fra huset Tudor, kunne George Wyatt ikke lægge skylden for Anne Boleyns død der, hvor den hørte hjemme, på hendes mand kong Henrik. Fordi Jane havde været katolik og veninde af dronning Maria, var det nærliggende at gøre hende til syndebuk.
150 år senere hævdede den skotske biskop Gilbert Burnet (1643-1715), at ægteskabet nok havde været ulykkeligt, og at Jane havde vidnet mod sin mand og hans søster Anne i jalousi over det nære forhold mellem de to søskende. Burnet påstod også, at Jane ikke var nogen dydig kvinde, men fortalte kongen historier, der skulle få ham til at mistro sin kones forbindelse til sin egen bror. Havde Burnet læst skrifterne efter dommer John Spelman, havde han været klar over, at vidneudsagnene, der var afgørende i sagen mod George Boleyn, kom fra Bridget Wingfield og Nan Cobham.
En ansat ved den franske ambassade, der fulgte retssagen tæt, kendte også til, at hofdamen lady Worcesters bror, Anthony Browne, i foråret 1536 havde bemærket, at hans søster var gravid, skønt hendes fraværende ægtemand ikke kunne være barnets far. Browne - der ligesom Janes far var en ven af kongens rådgiver, Thomas Cromwell - bebrejdede sin søster for hendes letsindighed. Lady Worcester skal have svaret sin bror, at hun da "ikke var værre end dronningen", og har næppe kunnet forestille sig, at hendes bror ville bringe sagen videre til kong Henrik. Guvernøren i Calais, John Husee, skrev til lady Honor Lisle, at tre kvinder stod bag anklagerne i sagen: "Den første anklager var lady Worcester, og så Nan Cobham og nok en pige; men lady Worcester kom først."
450 år senere - i 1987 - fremsatte historikeren Retha Warnicke en teori om, at Boleyn nok havde været homoseksuel, skønt ingen rygter gik om det i samtiden, hvor han tværtimod blev kaldt en skørtejæger. Warnicke viser til, at hans ægteskab var barnløst, selv om barnløse ægteskaber ikke var ualmindelige. Hun fremstiller også det forhold, at Boleyn lånte en satirisk fremstilling af ægteskabets glæder til hofmusikanten Mark Smeaton, som bevis for, at de to mænd stod i forhold til hinanden, skønt Boleyn lånte den samme bog til andre ved hoffet, deriblandt Thomas Wyatt.

## Tilbage ved hoffet
Janes far, lord Morley, var en af dommerne, der havde kendt Anne Boleyn skyldig, blandt andet i incest med sin egen bror, lord Morleys egen svigersøn. Efter den sag trak lorden sig tilbage fra hoffet. Kort tid etter henrettelsen af Anne Boleyn giftede kong Henrik sig med hendes hofdame Jane Seymour. Dagen efter brylluppet modtog lord Morley ejendommen Hatfield Park, der havde tilhørt hans svigersøn George Boleyn.
Hvis Jane Boleyn virkelig havde angivet sin mand, så hun meget lidt igen for det. Hun skrev til Thomas Cromwell om sine økonomiske problemer, og efter forhandlinger gik svigerfaren med til at give hende det samme beløb, han havde tilkendt sin ældste datter Mary, den gang hun blev enke; en årlig ydelse på £ 100. Jane Boleyn kan ikke have været borte fra hoffet i mere end højst et år, for hun var hofdame hos Jane Seymour, der døde efter kun 18 måneder. Jane kunne stadig kalde sig lady Rochford, bo ved hoffet og medbringe så mange tjenere, hun ville; hun spiste godt, betalt af budgettet for dronning Janes husholdning. Efter dronning Janes død giftede Henrik 8. sig med Anna af Kleve i 1540, og Jane Boleyn blev hofdame også for hende. Anna havde hofdamer med hjemmefra Tyskland, men blev efterhånden fortrolig med tre engelske damer: Kammerherrens kone, lady Rutland, og de to enker lady Rochford og lady Edgecombe. Kongen lagde ikke skjul på sit mishag med Anna, og til sidst spurgte Jane hende lige ud, om hun stadig var jomfru. Dronning Anna svarede naivt, at det kunne ikke passe, da hun jo delte seng med kongen, der ønskede hende både god nat og god morgen. Da kong Henrik til sidst ønskede at opløse et ægteskab, der aldrig var blevet fuldbyrdet, bekræftede Jane historien for at hjælpe ham til skilsmisse. Kong Henrik indgik derefter sit femte ægteskab - med Catherine Howard, George Boleyns kusine. Catherines far, Edmund Howard, var morbror til George og Anne Boleyn.
Jane fortsatte som hofdame også hos hende, og blev en af den unge dronnings favoritter. Da Catherine, som stadig var en teenager, kedede sig sammen med sin aldrende ægtemand, var det Jane, der hjalp hende til at aftale stævnemøder med hofmanden Thomas Culpeper. Affæren udviklede sig under den kongelige rundrejse til Yorkshire i 1541, men samme efterår blev sagen afsløret, og dronning Catherine frataget sine smykker og forvist til Syon-klosteret i Middlesex, mens sagen blev efterforsket. I et brev til Culpeper havde dronningen skrevet: "...kom når lady Rochford er her..." og dermed afsløret Jane Boleyns medvirkning.

## Henrettelsen
Jane Boleyn blev arresteret i midten af november 1541 og indsat i Tower, men ifølge ambassadør Chapuys "på den tredje dag af sit fangenskab grebet af et anfald af vanvid, der påvirkede hendes hjerne". Hun blev derfor flyttet hjem til adelsmanden John Russell på Strand, hvor hans kone Anne Sapcote tog vare på hende. Kongen fik "sine egne læger til at besøge hende i håb om, at hun snart blev rask, så han kunne få hende henrettet for at statuere et eksempel". I december "kom hun iblandt til fornuft", men kongen ville forsikre sig om, at hendes mentale tilstand ikke skulle komme i vejen for nogen dom. 11. februar 1542 fik han vedtaget, at "en person, der bliver forrykt efter at have begået højforræderi, alligevel kan stilles for retten".
Den 13. februar 1542 blev Jane Boleyn halshugget med økse på retterstedet Tower Green, umiddelbart efter dronningens henrettelse. I én version fabrikeret af Gregorio Leti (1630-1701) langt senere - alle Letis udgivelser stod på Vatikanets forbudsliste Index Librorum Prohibitorum - skal Jane på skafottet have udtalt, at hun fortjente at dø for at være skyld i sin mands død. Men i en øjenvidneberetning i et brev, London-købmanden Ottwell Johnson skrev til sin bror, fortæller han, at de to kvinder "bekendte troen på Kristi blod, og med fromme ord bad de alle kristne at betænke deres retfærdige dødsstraf for forgåelser og brud på Guds bud, og også mod kongens majestæt. Derfor blev de retfærdigt dømt ved loven til at dø, bad mængden om at lære af deres eksempel, at sone for et ugudeligt liv, og villigt adlyde kongen i alle ting. Sådan overgav de sjælen til Gud og bad oprigtigt om hans nåde...Amen." Ambassadør Chapuys rapporterede, at "hverken dronningen eller lady Rochford sagde meget på skafottet; alt de gjorde, var at indrømme skyld og bede for kongens velfærd og velstand". De to kvinder blev gravlagt i St. Peter ad Vincula-kirken i Tower, hvor også Anne og George Boleyn og Thomas Cromwell ligger.
Fordi Jane ble henrettet som forræder, var slægt og venner tvunget til at tage afstand fra hende. Hendes far lord Morley oversatte i månederne efter datterens død Boccaccios værk De claris mulieribus. Oversættelsen af bogens 46 første kvindeskæbner forærede han kong Henrik - sin datters og sin ven Cromwells drabsmand - som nytårsgave i 1543. Lord Morley har foretaget klare ændringer i teksten. Hvor Priamos's datter Polyxena lider offerdøden, da Akilles' sønn Pyrrhos skærer hendes hals over, lader Janes far Polyxena tilbyde ikke halsen, men sin nakke, som hans egen datter måtte. Han har også tilføjet: "Ak, det var mod livets orden, at en så elskelig pige skulle dø for Pyrrhos's hånd for at sone en anden kvindes synd." Først tænker læseren på Polyxenas mor, dronning Hekabe; men lord Morley kan have valgt ordene "en anden kvinde" og ment Catherine Howard.

## Bøger og film
Jane Boleyn optræder i utallige bøger der handler om Anne Boleyn og Catherine Howard.
Phillippa Gregory omtaler hende i sine romaner som To dronninger om Catherine Howard, og i Kongens frille om Mary Boleyns liv før og efter kongen. Også i Margaret George Henrik den ottendes selvbiografi.
I BBCs miniserie, The Six Wives of Henry VIII spillede Shila Burell rollen som lady Rochford. I 2003 kom den todelte serie, Henry VIII, hvor rollen blev spillet af engelske Kelly Hunter, medr Helena Bonham Carter som Anne, Ray Winstone som Henrik og Emily Blunt som Catherine Howard. I filmversionen af Philippa Gregorys roman Kongens frille blev rollen som Jane Boleyn spillet af Juno Temple. I disse fjernsyns- og filmversioner blev Jane fremstillet som et politisk værktøj for sin mand George Boleyns farbror jarlen af Norfolk.
Den irsk/canadiske tv-serie, The Tudor, der blev indspillet 2007-10, kunne man også finde Jane Boleyn.